# Katherine, Lady Berkeley
Katherine, Lady Berkeley, född okänt år, död 1384, var en engelsk filantrop och grundare. 
Hon var aktiv som filantrop och mecenat. Hon är främst känd för att 1384 ha utverkat kunglig licens för att grunda skolan nu känd som Katharine Lady Berkeley's School, kallad den första engelska skolan grundad av en privatperson, den första grundad av en kvinna och den första som erbjöd kostnadsfri utbildning.